# Alle meine Töchter
Alle meine Töchter ("Tutte le mie figlie") è una serie televisiva tedesca ideata da Barbara Piazza e prodotta dal 1995 al 2001 dalla Neue Deutsche Filmgesellschaft (NDF). Protagonisti della serie sono Günter Mack, Jutta Speidel, Ursula Buschhorn, Julia Dahmen, Fritzi Eichhorn e Floriane Eichhorn; altri interpreti principali sono Siemen Rühaak, Luise Deschauer, Katerina Jacob e Ottokar Lehrner.
La serie consta di 6 stagioni, per un totale di 78 episodi e di un episodio speciale trasmesso il 31 dicembre 1999.
In Germania, la serie fu trasmessa in prima visione dall'emittente televisiva ZDF. Il primo episodio intitolato Der Skandal (in due parti), andò in onda in prima visione il 6 novembre 1995; l'ultimo, intitolato Auf Bewährung, fu trasmesso in prima visione il 19 luglio 2001

## Descrizione
La serie è incentrata sulle vicende della famiglia Sandwaldt: dopo la morte della moglie, Berthold Sanwaldt, ha cresciuto da solo le sue tre figlie Anna, Sylvie e Patty.
A sbrigare le faccende di casa è la governante Margot Dubies, approdata dai Sanwaldt dopo aver scontato un'ingiusta pena detentiva: Margot diventerà in seguito la nuova compagna di Bertholdt.
Nel corso delle vicende, la famiglia Sanwaldt sarà sconvolta anche da eventi tragici, con la morte di Anna in un incidente.

## Episodi
| Stagione         | Episodi | Prima TV Germania | Prima TV Italia |
| ---------------- | ------- | ----------------- | --------------- |
| Prima stagione   | 14      | 1995              | inedita         |
| Seconda stagione | 12      | 1996              | inedita         |
| Terza stagione   | 13      | 1997              | inedita         |
| Quarta stagione  | 13      | 1998              | inedita         |
| Quinta stagione  | 13      | 2000              | inedita         |
| Sesta stagione   | 13      | 2001              | inedita         |